# Kieran O’Hara
Kieran Michael O’Hara (ur. 22 kwietnia 1996 w Manchesterze) – irlandzki piłkarz występujący na pozycji bramkarza.

## Kariera klubowa
O’Hara dołączył do akademii Manchesteru United w wieku 16 lat. W ciągu swojej kariery w Manchesterze United był wypożyczany do takich klubów jak: Fylde, Morecambe, Stockport County, Macclesfield Town i Burton Albion.

## Kariera reprezentacyjna
O’Hara mógł reprezentować Irlandię ze względu na swoich dziadków, którzy pochodzili z tego kraju. W kadrze Irlandii zadebiutował 10 września 2019 roku w wygranym 3:1 meczu przeciwko Bułgarii, zmieniając Marka Traversa.